# Полски Тръмбеш (община)
Община Полски Тръмбеш се намира в Северна България и е една от съставните общини на Област Велико Търново.

## География

### Географско положение, граници, големина
Общината е разположена в североизточната част на Област Велико Търново. С площта си от 463,652 km2 заема 6-о място сред 10-те общините на областта, което съставлява 9,95% от територията на областта. Границите ѝ са следните:
- на изток – община Стражица;
- на югоизток – община Горна Оряховица;
- на юг – община Велико Търново;
- на запад – община Павликени;
- на северозапад – община Свищов;
- на север – община Ценово от Област Русе;
- на североизток – Община Бяла от Област Русе.

### Релеф, води, минерални ресурси
Преобладаващият релеф на общината е равнинен и слабо хълмист. Територията ѝ изцяло попада в Дунавската равнина. Източната част на общината, на изток от долината на река Янтра е заета от най-северните разклонения на ниските Драгановски височини с максимална височина от 369 m, разположена южно от село Орловец. Останалата по-голяма, западна част е заета от хълмистите южни части на Средната Дунавска равнина, като северно от село Каранци, в долината на Янтра е най-ниската точка на общината – 34 m н.в. Особеностите на релефа са предпоставка за развитие на селскостопанска, промишлена, транспортно-съобщителна и комуникационна дейност. Разпределението на територията е следното: селскостопански фонд – 391,4 km2, фонд населени места – 25,2 km2, горски фонд 38,7 km2, водни течения и площи – km2, територии за транспорт – km2.
Ограничените и недостатъчни водни ресурси на общината се състоят от повърхностно течащи и подпочвени води. Основна речна артерия е река Янтра, която протича през източната част на общината от юг на север с част от долното си течение. Неин основен приток е Елийска река (ляв), на която е разположен и общинския център. По поречието на Янтра са изградени помпени станции. Голяма част от водния баланс на общината е осигурен от не напълно проучени подпочвени води. В западната част на град Полски Тръмбеш се намира сондаж за минерални води. Изградените сгради и съоръжения на „Минерален извор и бани“ са с площ 2872 m2. В общината има разкрити източници на дълбоки минерални води с хипотермален произход в гр. Полски Тръмбеш и с. Обединение, където е изградена лечебна минерална баня. Температурата им се движи между 44 °C и 47 °C, а общата минерализация е 3,5 – 5,7 грама в литър вода. Проучванията показват, че водоносният хоризонт започва от 750 m, а дебитът на минералната вода е 50 – 60 л/сек. Алкалният характер на водата има престижен лечебно-профилактичен ефект и предимство за най-широкото оползотворяване. Лековитите стойности на минералната вода имат много добра мотивация при редица заболявания на опорно-двигателния апарат, стомашно-чревни заболявания, екземи и други.
Запасите от полезни изкопаеми са ограничени и няма открити залежи от подземни природни богатства. Единственият природен запас са откритите до общинския център залежи на доброкачествена мергелна глина. В селата Каранци, Обединение и Полски Сеновец има разкрити кариери за добив на строителен камък, които към настоящия момент не се експлоатират. Речното корито на Янтра е източник на инертни материали – чакъл и пясък, намиращи приложение в строителството.

## Икономика
Полски Тръмбеш има потенциал да стана най-големият спа център в България. Има по-голям дебит на минералните извори от всички спа курорти в България и има два минерални басейна.

## Образование и култура
На територията на община Полски Тръмбеш функционират 1 полудневна (ПДГ) и 11 целодневни детски градини (ЦДГ) и 11 училища (начално, 9 основни и средно общообразователно).
Културни институции на територията на община Полски Тръмбеш са народните читалища, които възраждат, съхраняват и създават условия за битуването на българските национални традиции в живота, особено на младото поколение. В тях е съсредоточен цялостният културен живот на селищата: библиотечно дело, любителско художествено творчество, музейно дело и всички дейности по съхраняване и разпространение на националното ни културно богатство.
Читалищата са петнадесет на брой, като важно звено в читалищната дейност е библиотечно дело. Петнадесет са читалищните библиотеки и една училищна, с библиотечен фонд общо 182 190 единици. Любителското художествено творчество е втората по значимост дейност в народните читалища. Явен е стремежът на участници и ръководители към художествени прояви. Доказателство са завоюваните отличия от регионални, национални и международни фестивали и събори.
Към градското читалище има Детска музикална школа с класове по пиано, акордеон и народно пеене, където се обучават деца и от съседните села. Работят състав за художествено слово „Карамелчета“, детски театрален състав и състав за латиноамерикански танци. Изградена е и Детска школа по български народни танци към Фолклорна формация „Полянци“.
Културно-историческите паметници, с малки изключения, са добре запазени. Най-значителен за Общината и най-нов културно-исторически археологически паметник са разкопките в местността „Ада-Кузу“, с. Орловец, неолитно селище. Експонатите са добре консервирани и съхранени.

## Население

### Етнически състав (2011)
Численост и дял на етническите групи според преброяването на населението през 2011 г.:
|                     | Численост | Дял (в %) |
| Общо                | 14 451    | 100,00    |
| Българи             | 10 485    | 72,56     |
| Турци               | 1385      | 9,58      |
| Цигани              | 508       | 3,52      |
| Други               | 77        | 0,53      |
| Не се самоопределят | 131       | 0,91      |
| Неотговорили        | 1865      | 12,91     |

### Раждаемост, смъртност и естествен прираст
Раждаемост, смъртност и естествен прираст през годините, според данни на НСИ:
|      | Численост на живородените | Численост на починалите | Естествен прираст | Коефициент на раждаемост (в ‰) | Коефициент на смъртност (в ‰) | Коефициент на естествен прираст (в ‰) |
| 1985 | 220                       | 576                     | -356              | 8.9                            | 23.2                          | -14.4                                 |
| 1988 | 209                       | 587                     | -378              | 8.7                            | 24.4                          | -15.7                                 |
| 1989 | 187                       | 525                     | -338              | 7.9                            | 22.2                          | -14.3                                 |
| 1990 | 191                       | 565                     | -374              | 8.2                            | 24.3                          | -16.1                                 |
| 1991 | 195                       | 512                     | -317              | 8.5                            | 22.2                          | -13.8                                 |
| 1992 | 169                       | 495                     | -326              | 7.4                            | 21.7                          | -14.3                                 |
| 1993 | 152                       | 523                     | -371              | 6.8                            | 23.3                          | -16.5                                 |
| 1994 | 166                       | 472                     | -306              | 7.5                            | 21.2                          | -13.8                                 |
| 1995 | 137                       | 544                     | -407              | 6.2                            | 24.7                          | -18.5                                 |
| 1996 | 155                       | 558                     | -403              | 7.1                            | 25.6                          | -18.5                                 |
| 1997 | 161                       | 517                     | -356              | 7.5                            | 24.0                          | -16.5                                 |
| 1998 | 153                       | 528                     | -375              | 7.2                            | 24.9                          | -17.7                                 |
| 1999 | 164                       | 468                     | -304              | 7.9                            | 22.5                          | -14.6                                 |
| 2000 | 146                       | 498                     | -352              | 7.4                            | 25.3                          | -17.9                                 |
| 2001 | 132                       | 423                     | -291              | 7.1                            | 22.7                          | -15.6                                 |
| 2002 | 140                       | 402                     | -262              | 7.7                            | 22.1                          | -14.4                                 |
| 2003 | 112                       | 374                     | -262              | 6.3                            | 21.0                          | -14.7                                 |
| 2004 | 116                       | 400                     | -284              | 6.7                            | 23.0                          | -16.3                                 |
| 2005 | 101                       | 422                     | -321              | 6.0                            | 24.9                          | -18.9                                 |
| 2006 | 107                       | 445                     | -338              | 6.5                            | 26.9                          | -20.4                                 |
| 2007 | 111                       | 394                     | -283              | 6.9                            | 24.4                          | -17.5                                 |
| 2008 | 102                       | 367                     | -265              | 6.5                            | 23.2                          | -16.8                                 |
| 2009 | 133                       | 351                     | -218              | 8.6                            | 22.7                          | -14.1                                 |
| 2010 | 110                       | 398                     | -288              | 7.3                            | 26.3                          | -19.1                                 |
| 2011 | 98                        | 333                     | -235              | 6.8                            | 23.2                          | -16.3                                 |
| 2012 | 112                       | 357                     | -245              | 7.9                            | 25.3                          | -17.3                                 |
| 2013 | 105                       | 311                     | -206              | 7.6                            | 22.4                          | -14.8                                 |
| 2014 | 93                        | 336                     | -243              | 6.9                            | 24.8                          | -17.9                                 |
| 2015 | 95                        | 309                     | -214              | 7.1                            | 23.2                          | -16.1                                 |
| 2016 | 113                       | 295                     | -182              | 8.7                            | 22.6                          | -13.9                                 |
| 2017 | 106                       | 336                     | -230              | 8.3                            | 26.3                          | -18.0                                 |
| 2018 | 91                        | 320                     | -229              | 7.3                            | 25.6                          | -18.3                                 |
| 2019 | 93                        | 287                     | -194              | 7.6                            | 23.5                          | -15.9                                 |
| 2020 | 77                        | 323                     | -246              | 6.2                            | 26.1                          | -19.9                                 |
| 2021 | 91                        | 400                     | -309              | 7.6                            | 33.2                          | -25.7                                 |
| 2022 | 73                        | 273                     | -200              | 6.7                            | 25.0                          | -18.3                                 |
| 2023 | 82                        | 272                     | -190              | 7.6                            | 25.4                          | -17.8                                 |

### Населени места
Общината има 15 населени места, от които 1 град и 14 села, с общо население 11 169 души по настоящ адрес към 7 септември 2021 г.
| Населено място    | Население (2021 г.) | Площ на землището km2 | Забележка (старо име)                                                             |
| ----------------- | ------------------- | --------------------- | --------------------------------------------------------------------------------- |
| Полски Тръмбеш    | 3628                | 17,172                | Административен център на общината                                                |
| Вързулица         | 102                 | 17,565                |                                                                                   |
| Иванча            | 308                 | 27,916                |                                                                                   |
| Каранци           | 254                 | 24,437                | Карамца                                                                           |
| Климентово        | 599                 | 19,117                | Мишуклии                                                                          |
| Куцина            | 530                 | 20,359                |                                                                                   |
| Масларево         | 418                 | 29,492                | Яйджии                                                                            |
| Обединение        | 526                 | 57,650                | Княз Симеоново                                                                    |
| Орловец           | 311                 | 29,747                | Ердованлии, Изгрев                                                                |
| Павел             | 489                 | 44,968                |                                                                                   |
| Петко Каравелово  | 1272                | 37,957                | Одаите, Сашево                                                                    |
| Полски Сеновец    | 545                 | 37,508                |                                                                                   |
| Раданово          | 1390                | 31,089                |                                                                                   |
| Стефан Стамболово | 162                 | 22,280                | Бедерлии, Градинчица, Градина                                                     |
| Страхилово        | 635                 | 49,395                | Хибилии                                                                           |
| ОБЩО              | 11 169              | 463,652               | няма населени места без землища 5 населени места с по-малко от 350 души население |

## Административно-териториални промени
- през 1881 г. – заличено е с. Боруш поради изселване без административен акт;
- Указ № 283/обн. 03.06.1893 г. – преименува с. Бедерлии на с. Стефан Стамболово;
- МЗ № 2820/обн. 14.08.1934 г. – преименува с. Ердованлии на с. Изгрев;

– преименува с. Карамца на с. Каранци;
– преименува с. Мишуклии на с. Климентово;
– преименува с. Яйджии на с. Масларево;
– преименува с. Хибилии на с. Страхилово;
- МЗ № 3476/обн. 4 януари 1941 г. – обединява с. Мекиш и с. Тенча в едно населено място – с. Княз Симеоново;
- МЗ № 168/обн. 22 януари 1942 г. – преименува с. Одаите на с. Петко Каравелово;
- МЗ № 8866/обн. 5 януари 1948 г. – преименува с. Княз Симеоново на с. Обединение;
- Указ № 236/обн. 28.05.1950 г. – преименува с. Изгрев на с. Орловец;
- Указ № 48/обн. 09.02.1951 г. – преименува с. Петко Каравелово на с. Сашево;

– преименува с. Стефан Стамболово на с. Градинчица;
- Указ № 72/обн. 19.02.1952 г. – преименува с. Градинчица на с. Градина;
- Указ № 546/обн. 15.09.1964 г. – признава с. Полски Тръмбеш за гр. Полски Тръмбеш;
- Указ № 757/обн. 08.05.1971 г. – заличава с. Климентово и го присъединява като квартал на гр. Полски Тръмбеш;
- Указ № 250/обн. 22.08.1991 г. – отделя кв. Климентово от гр. Полски Тръмбеш и го признава за отделно населено място – с. Климентово;
- Указ № 66/обн. ДВ бр. 22/19.03.1993 г. – възстановява старото име на с. Сашево на с. Петко Каравелово;
- указ № 80/обн. ДВ бр. 30/21.03.1995 г. – възстановява старото име на с. Градина на с. Стефан Стамболово;

## Транспорт
През територията на общината от север на юг преминава участък от 16,6 km от трасето на жп линията Русе – Горна Оряховица – Стара Загора – Подкова.
През общината преминават частично 5 пътя от Републиканската пътна мрежа на България с обща дължина 112,6 km:
- участък от 17,6 km от Републикански път I-3 (от km 6,2 до km 23,8);
- участък от 17,1 km от Републикански път I-5 (от km 66 до km 83,1);
- участък от 36,6 km от Републикански път III-407 (от km 50,5 до km 87,1);
- началният участък от 14,5 km от Републикански път III-502 (от km 0 до km 14,5);
- участък от 26,8 km от Републикански път III-504 (от km 15,2 до km 42,0).

Гъстотата на пътищата от I и III клас (226,6 km/1000 km2 /) е по-висока от средната за областта (160,2 km/1000 km2) и над два пъти по-висока от средната за страната.

## Топографска карта
- Лист от карта K-35-15. Мащаб: 1 : 100 000.
- Лист от карта K-35-16. Мащаб: 1 : 100 000.
- Лист от карта K-35-27. Мащаб: 1 : 100 000.
- Лист от карта K-35-28. Мащаб: 1 : 100 000.